# Староселля (Новоржевський район)
Староселля (рос. Староселье) — присілок в Новоржевському районі Псковської області Російської Федерації.
Населення становить 23 особи. Входить до складу муніципального утворення Вехнянська волость.

## Історія
Від 2015 року входить до складу муніципального утворення Вехнянська волость.

## Населення
| 2001 | 2002 | 2010 |
| ---- | ---- | ---- |
| 27   | ↘19  | ↗23  |